# Partizán Bardejov
El Partizán Bardejov es un club de fútbol eslovaco de Bardejov. El club fue fundado en 1922 y actualmente juega en la 2. liga, la segunda división. El equipo disputa sus partidos como local en el Mestský štadión Bardejov y el rojo es su color tradicional.

## Historia
1. 1932 - ŠK Bardejov
2. 1949 - Sokol OSK Bardejov
3. 1951 - Sokol ČSSZ Bardejov
4. 1953 - Slavoj Bardejov
5. 1962 - TJ Partizán Bardejov
6. 1992 - BSC JAS Bardejov
7. presente - Partizán Bardejov

## Entrenadores
- Jozef Bubenko
- Mikuláš Komanický